# Fuerte de Gaztelueta

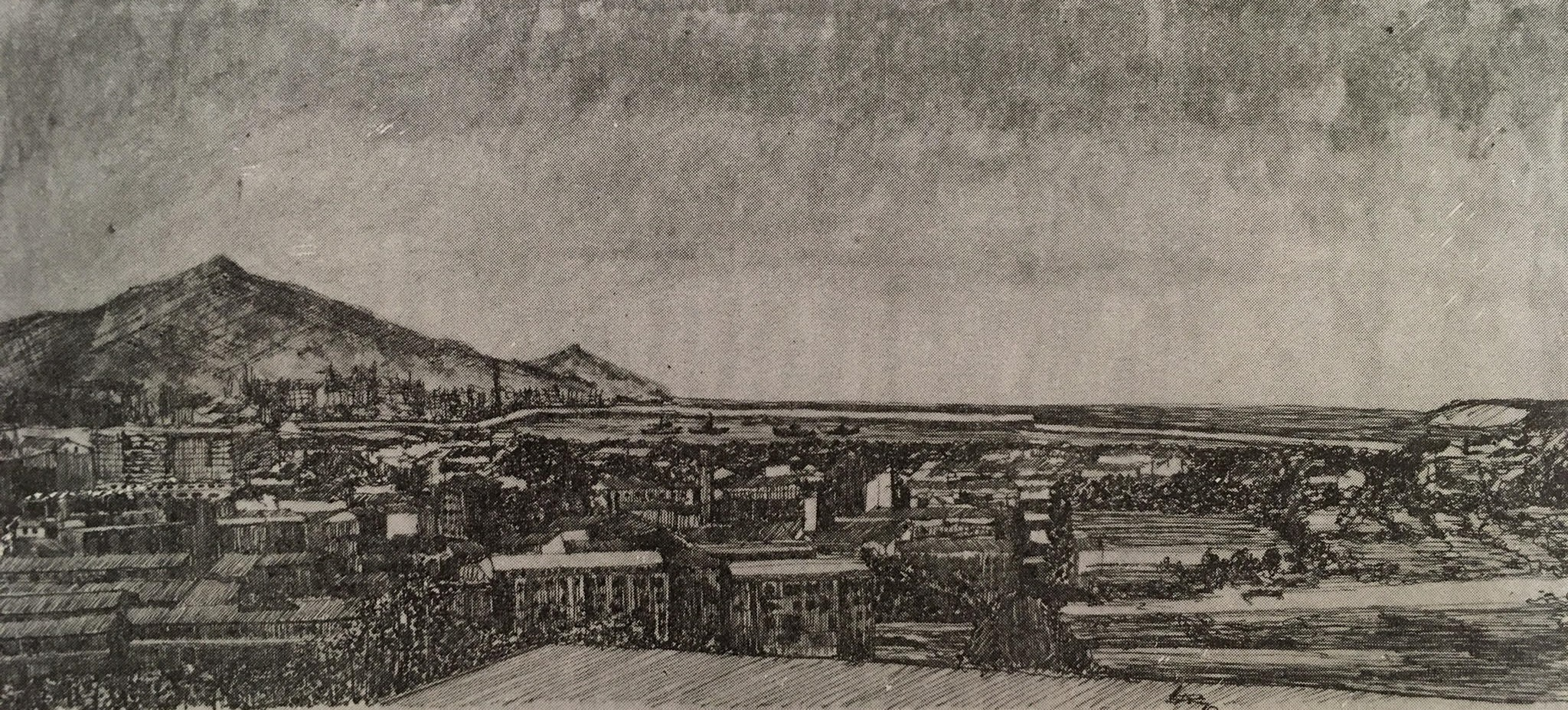
Vistas del Abra desde Gaztelueta

El fuerte de Gaztelueta fue construido en los altos de Lejona, en Gaztelueta, en 1874 en la época de la tercera guerra carlista. Se construyó, no con vistas a un nuevo cerco de Bilbao por los carlistas, sino para evitar que se produjera otro asedio a Portugalete. Esto revela hasta qué punto se juzgó importante y de indudable interés militar ese saliente de Gaztelueta que tanto contribuyó a la toma de aquella plaza.
No se sabe a ciencia cierta qué características presentaría este castillo o fuerte, pues se han hallado diseños ni fotografías de la misma. Pero es probable que estuviera igualmente artillado como lo estaban los de Axpe, Santo Domingo, Monte Abril y Cobetas, pues se construyeron todos ellos en la misma época.
En julio de 1873, Portugalete (baluarte liberal), fue sometido a fuego de artillería desde las alturas de Gaztelueta. El 21 de enero de 1874, Portugalete, asediada, capituló ante los carlistas, que entraron en la Villa a la mañana siguiente al mando de Castór Andéchaga.
Durante el verano de 1874 levantan el fuerte de Gaztelueta, donde hoy está el caserón que construyó Antonio Menchaca (entre 1922 y 1924), muy cerca de donde estaban ubicados los cañones del asedio a Portugalete y donde actualmente se halla el colegio Gaztelueta.